# Adolfo de Quesada
Adolfo de Quesada, comte de San Rafael de Luyano (Madrid, 24 de novembre de 1830 - Madrid, 23 de febrer de 1895) fou un pianista i compositor madrileny.
De molt infant es traslladà amb la seva mare a l'Havana, on va rebre lliçons de Lauro Rossi i José Miró i Anoria. El que més influí en la seva carrera va ser escoltar els compositors Espadero i Gottschalk. Procurà seguir l'escola efectista i brillant. També va prendre lliçons de Herz, Meyer i Fontana, el deixeble i testamentari de Chopin. A set anys ja es va fer escoltar amb èxit en un concert públic, però després es dedicà amb preferència a la composició.
Entre les seves obres, totes per a piano, cal citar: Marxa apoteòsica, dedicada a Gottschalk i que, arranjada més tard per a orquestra, fou executada a Madrid sota la direcció de Monasterio; Marcha a dos pianos, dedicada a Wagner; Marcha poética, dedicada a Liszt; tres Valses artísticos, escenes de la vida de un artista, Capricho romántico, Sonata en mi; Cristóbal Colón, marxa solemne, i altres peces de concert, així com uns Grandes estudios de piano.